# 中国福利会幼儿园
中国福利会幼儿园簡稱中福会幼儿园，是中國上海市境內的幼兒園。

## 歷史
1949年7月24日，宋庆龄在西摩路369号创办了中国福利基金会托儿所，并主持开园典礼。邓颖超、许广平、廖梦醒、杨之华、胡子婴、张琴秋等人出席开园典礼。
1949年11月15日，中国福利基金会托儿所迁至五原路205弄5号。1950年4月，中国福利基金会托儿所又迁至虹桥路1191号。
1953年9月，中国福利基金会托儿所改名为中国福利会幼儿园。1956年12月12日，中国福利会幼儿园又迁至五原路314号。1996年10月、2002年12月、2009年9月1日又先后搬迁至浦东新区蓝按路425号、南汇区秀沿路1361号、杨浦区国晓路300号。
国晓路300号被視為江湾园区，而秀沿路1361号則被視為康桥园区，康桥园区的校園更名为上海市民办中福会幼儿园，而且與江湾园区的中福会幼儿园和实行一个机构两块牌子的管理模式。